# Alchemilla hissarica
Alchemilla hissarica é uma espécie de rosácea do gênero Alchemilla, pertencente à família Rosaceae.